# Nachal Mirbac
Nachal Mirbac (hebrejsky נחל מרבץ) je vádí v jižním Izraeli, v centrální části Negevské pouště.
Začíná v pouštní krajině v nadmořské výšce přes 600 metrů u hory Har Mirbac v pohoří Harej Dimona severně od města Dimona. Směřuje pak k západu. Podchází dálnici číslo 25 a železniční trať Beerševa - Dimona. Vede skrz rozptýlené beduínské osídlení a ústí zprava do vádí Nachal Aro'er.